# Résolution 509 du Conseil de sécurité des Nations unies
La résolution 509 du Conseil de sécurité des Nations unies, adoptée à l'unanimité le 6 juin 1982, au début de l'invasion israélienne du Liban, exige qu'Israël retire sans condition toutes ses forces militaires du Liban jusqu'à sa frontière internationalement reconnue.
Le Conseil de sécurité de l'ONU rappelle les résolutions précédentes sur le sujet, notamment 425 (1978) et 508 (1982).
La résolution 509 exige également que toutes les parties respectent le cessez-le-feu prévu dans la résolution 508 et communiquent l’acceptation du cessez-le-feu au secrétaire général dans les 24 heures.

## Analyses

### Position des États-Unis
Il n'y a pas eu de veto américain à cette résolution par laquelle Israël se voit intimer un retrait inconditionnel hors du Liban. Selon une étude publiée dans Diplomatic History de Magnus Seland Andersson, la position officielle de l'administration Reagan était de favoriser un processus de paix israélo-arabe. Israël a ignoré la résolution du Conseil de sécurité. En définitive, l’administration américaine a soutenu le projet d'un retrait de l’Organisation de libération de la Palestine qui a été évacuée du Liban ; la guerre contre l'OLP constituait l'objectif déclaré d'Israël.
Au contraire, selon une étude publiée dans le Middle East Research and Information Project de James Paul, directeur du Global Policy Forum, le soutien des États-Unis à la résolution 509 a duré très peu de temps. Le secrétaire d'État Alexander Haig considére dès la mi-juin 1982  qu’elle « ne répondait plus aux besoins de la situation ». James Paul cite des responsables anonymes pour qui, « malgré le mécontentement de Washington face à l’usage d’une force écrasante par Israël, les États-Unis partageaient le point de vue d’Israël selon lequel il ne pouvait et ne devait pas y avoir de retour à la situation qui existait avant l’invasion ». Il ajoute que les États-Unis se distinguent de la plupart des pays du monde par leur absence de toute critique de l’invasion israélienne, et que leur appel au cessez-le-feu s'est exprimé avec retard, après l'entrée des troupes israéliennes dans la capitale libanaise, Beyrouth. Par ailleurs, les responsables politiques américains ne se sont pas formalisés du refus d'Israël de respecter la résolution 509.

### Autres résolutions relatives au conflit israélo-libanais
La résolution 509 fait partie des 47 résolutions de l'ONU impliquant le Liban recensées à la date du 11 novembre 2024, incluant les rappels de l'obligation de respecter la souveraineté du Liban, des appels au cessez-le-feu dans ce pays, et la mise en place et l'organisation de la FINUL.
Pendant l'invasion israélienne plusieurs résolutions dérivent de la résolution 509 : les résolutions 511, 512, 513, 515, 516, 517, 518, 519, 520, 521
Le diplomate libanais Ghassan Tuéni note que la résolution 509, « résolution majeure » selon ses termes, et la résolution 508 adoptée le 5 juin 1982, la veille de l'invasion, à titre préventif, ces deux textes auraient dû rendre caduque la résolution 425 qui met en place la FINUL, et qui, cependant, est restée la référence incontournable pour tout règlement de la situation dans le sud du Liban. La résolution 425 adoptée le 19 mars 1978, quelques jours après le déclenchement par Israël de son invasion du Sud-Liban. La résolution 425, outre qu'elle ordonne à Israël de cesser « immédiatement son action militaire contre l'intégrité territoriale du Liban » et de « retirer sans délai ses forces du territoire  libanais » fonde la Force intérimaire des Nations unies au Liban afin de s'assurer du retrait des forces israéliennes du Liban, de permettre la sécurité à la frontière et d'aider le gouvernement libanais à restaurer son autorité effective dans le sud de son territoire. Le retrait de l'armée israélienne ne se réalise que 22 ans plus tard, en 2000.